# Jim Tunney (Schiedsrichter)
Jim Tunney (* 3. März 1929 in Los Angeles, Kalifornien; † 12. Dezember 2024 in Pebble Beach, Kalifornien) war ein ehemaliger US-amerikanischer Schiedsrichter im American Football, der von der Saison 1960 bis 1990 in der NFL tätig war. Er war Schiedsrichter der Super Bowls VI, XI und XII. Zudem leitete er das NFC Championship Game in der Saison 1982 zwischen den San Francisco 49ers und den Dallas Cowboys, welches unter The Catch in die Geschichte der NFL einging. Er trug die Uniform mit der Nummer 32, außer in den Spielzeiten zwischen 1979 und 1981, in denen er die Nummer 3 zugewiesen bekam. 
Er war der bisher erste und einzige Schiedsrichter, der zwei aufeinanderfolgende Super Bowls leiten durfte.

## Karriere

### College Football
Vor dem Einstieg in die NFL arbeitete er als Schiedsrichter im College Football in der Pacific Coast Conference und All-America Football Conference.

### National Football League
Tunney begann im Jahr 1960 seine NFL-Laufbahn als Field Judge, obwohl er von der damals konkurrierenden American Football League ein Angebot als Hauptschiedsrichter bekam. Zur Saison 1967 wurde er zum Hauptschiedsrichter ernannt.
Er leitete die Super Bowls VI, XI und XII. Zudem war er Ersatzschiedsrichter des Super Bowls XVIII.
Er wurde im Jahr 1999 mit dem NFLRA Honoree Award und im Jahr 2017 mit dem Art McNally Award ausgezeichnet.